# Newark Athlete
Newark Athlete, também conhecido como Club Swinger, No. 1, Indian Club Swinger ou Newark Athlete (With Indian Clubs), é um filme mudo estadunidense em curta-metragem dirigido pelo pioneiro do cinema William K. L. Dickson e produzido por ele e William Heise. Com aproximadamente 10 segundos de duração, mostra um jovem exercitando-se com malabares. Foi filmado em maio ou junho de 1891 no estúdio Black Maria, de Thomas Edison, utilizando o Cinetoscópio desenvolvido por ele.

## Situação atual
Em 2010 Newark Athlete foi selecionado para preservação pelo United States National Film Registry da Biblioteca do Congresso dos Estados Unidos por ser considerado "culturalmente, historicamente e/ou esteticamente significativo", passando a ser, até o momento, o filme mais antigo a passar por esta seleção. Além disso o filme pode ser visto livremente na Internet uma vez que, pelo ano de produção, encontra-se em Domínio Público.

## Ligações Externas
- Newark Athlete. no IMDb.